# NGC 4373
NGC 4373 је елиптична галаксија у сазвежђу Кентаур која се налази на NGC листи објеката дубоког неба.
Деклинација објекта је - 39° 45' 38" а ректасцензија 12h 25m 17,7s. Привидна величина (магнитуда) објекта NGC 4373 износи 10,9 а фотографска магнитуда 11,9. Налази се на удаљености од 32,678 милиона парсека од Сунца. NGC 4373 је још познат и под ознакама ESO 322-6, MCG -6-27-25, AM 1222-392, DCL 38, PGC 40498.